# فيتوريو تاماغنيني
فيتوريو تاماغنيني (بالإيطالية: Vittorio Tamagnini)‏ (28 أكتوبر 1910 – 20 يناير 1981) هو ملاكم إيطالي راحل، مثّل بلاده في الألعاب الأولمبية الصيفية 1928.

## روابط خارجية
فيتوريو تاماغنيني على موقع بوكس ريك (الإنجليزية) (registration required)
- فيتوريو تاماغنيني على موقع أوليمبيديا (الإنجليزية)
- فيتوريو تاماغنيني على موقع اللجنة الأولمبية الإيطالية (الإيطالية)